# Кароццо, Стефано
Стефано Кароццо (итал. Stefano Carozzo, род.17 января 1979) — итальянский фехтовальщик-шпажист, призёр чемпионатов мира, Европы и Олимпийских игр.

## Биография
Родился в 1979 году в Савоне. В 2006 году стал бронзовым призёром чемпионата Европы. В 2007 году стал обладателем серебряной медали чемпионата мира. В 2008 году завоевал бронзовые медали чемпионата Европы и Олимпийских игр в Пекине, и стал кавалером ордена «За заслуги перед Итальянской Республикой».